# Algorave
Une algorave (mot-valise d'algorithme et rave) est un événement où les gens dansent sur de la musique générée à partir d'algorithmes, en utilisant souvent des techniques de live coding. Alex McLean de Slub et Nick Collins coinventent le mot « algorave » en 2011, et le premier événement sous un tel nom a été organisé à Londres, au Royaume-Uni. C'est depuis devenu un mouvement, avec des algoraves se déroulant dans le monde entier,.

## Caractéristiques

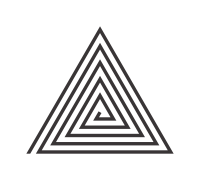
Logo Algorave (un spirangle), basé sur une croix de Brigid à trois bras.

L'algorave désigne un large champs de genres musicaux incluant notamment une forme complexe de techno minimale. Le mouvement a été décrit comme étant un point de rencontre entre la philosophie des hackers, de la culture geek et du clubbing. Bien que le codage en direct soit monnaie courante, toute musique algorithmique est la bienvenue, c'est-à-dire toute musique « entièrement ou principalement caractérisée par l'émission d'une succession de conditionnels répétitifs ». Il s'agit d'une altération de la définition de la musique rave décrite dans le Criminal Justice Act du Royaume-Uni (toute musique « entièrement ou principalement caractérisée par l'émission d'une succession de battements répétitifs »). Bien que les musiciens d'algoraves aient été comparés aux DJ, ce sont en fait des musiciens ou des improvisateurs créant de la musique en direct, généralement en écrivant ou en modifiant du code, plutôt qu'en mélangeant de la musique enregistrée.
Dans une algorave, le musicien n'est pas le seul centre d'intérêt du public: l'attention est également portée sur un écran qui affiche le code en temps réel. Ainsi le public peut voir en direct le processus de programmation générant la musique sur laquelle ils dansent.

## Histoire
Les approches algorithmiques ont longtemps été appliquées dans l'EDM à partir des années 1970 lorsque Brian Eno a établi des pratiques musicales aléatoires qui ont évolué vers une musique générative au cours de sa longue carrière. Ceci, a influencé la culture rave et la techno des années 1990 avec Farmers Manual, Autechre et Aphex Twin. En 1994 sort l'Anti EP, composé de trois titres dont Flutter. Sa structure musicale est directement un pied-de-nez à la loi de 1994 sur la justice pénale et l'ordre public,. En effet cette dernière interdit les raves qu'elle définie comme « une succession de pulsations répétitives. » La snare rush, un effet popularisée par l'EP Girl/Boy de 1996, est une forme antérieure de codage algorithmique et numérique présente dans la musique électronique influencée par la drum and bass des années 1990. Par la suite, cette approche a évoluée vers la musique glitch. On note également une utilisation des algorithmes dans la danses traditionnelle de l'arbre de mai, qui se rapproche d'une chorégraphie dite algorithmique. 
La première algorave autoproclamée a lieu à Londres en tant que concert d'échauffement pour le SuperCollider Symposium 2012,. Cependant, le terme d'« algorave » est inventé pour la première fois en 2011, après que les live-codeurs Nick Collins et Alex McLean se soient branchés sur une station de radio pirate de happy hardcore durant une de leurs tournées au Royaume-Uni. Depuis, l'algorave est devenu un mouvement international, les algoraves ayant lieu principalement en Europe et en Asie ; et quelques événements en Australie et en Amérique du Nord,.

## Communauté
L'algorave peut également être considérée comme un mouvement musical international avec sa communauté de musiciens et de graphistes, et autour de technologies en développement.